# Torre Vasco da Gama

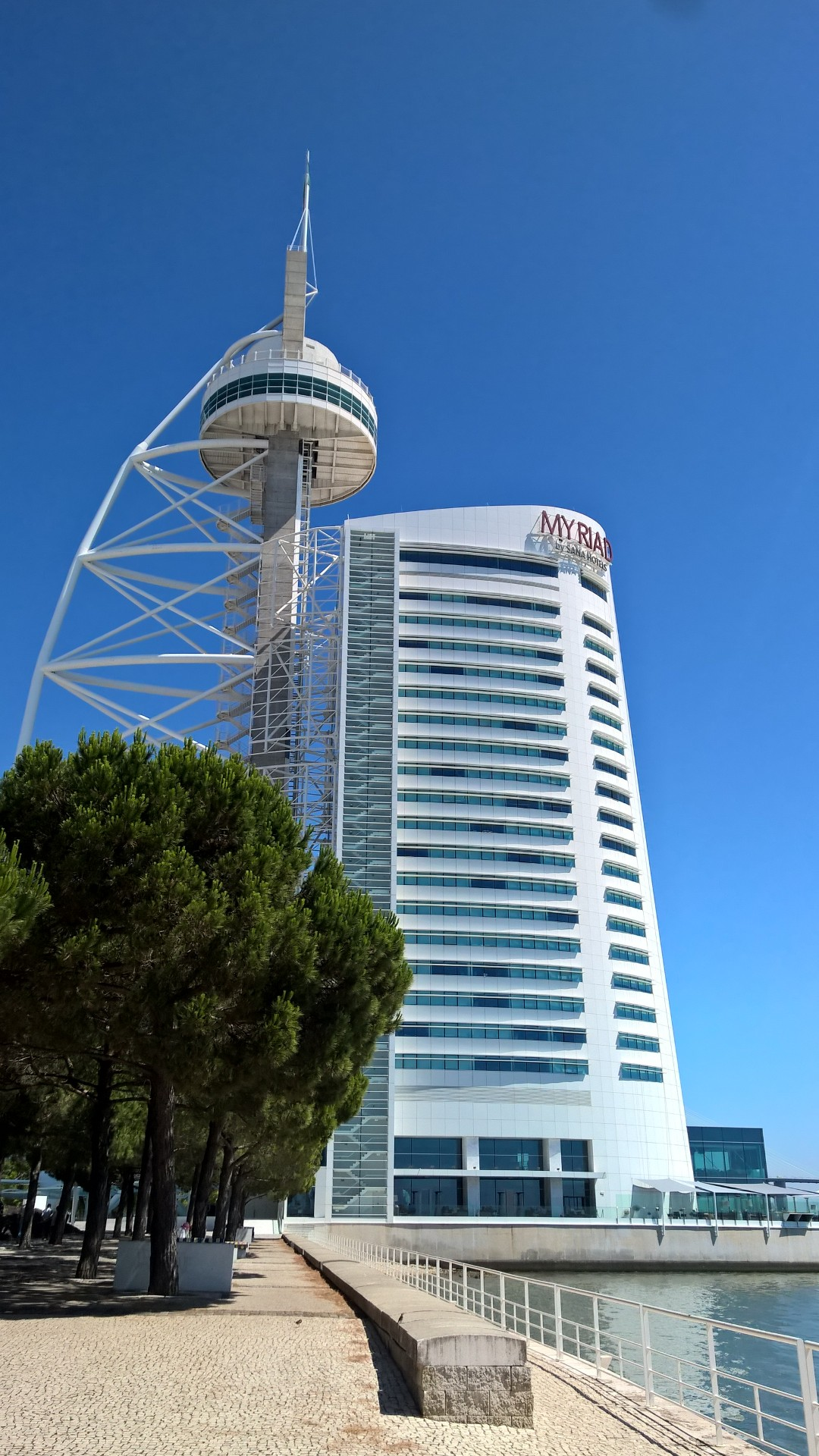
Torre Vasco da Gama

A Torre Vasco da Gama é uma torre em estrutura mista com cerca de 140 m de altura, construída junto ao rio Tejo, no Parque das Nações, em Lisboa, para a EXPO'98, a Exposição Mundial de 1998. Foi projetada pelo gabinete americano de arquitectura SOM e Profabril (com arquitectura de Nick Jacobs e Leonor Janeiro, e estruturas de Nuno Costa), e construída pela Somague (com direcção de obra de Luís Ferreira). A construção no alto da torre durante a exposição foi um restaurante com vista panorâmica sobre o rio Tejo inicialmente concessionado a José Manuel Trigo do T Clube. O restaurante permaneceu aberto durante cerca de três anos após a exposição.
É o mais alto edifício arranha-céus de Portugal.
Desde Novembro de 2012, a Torre funciona como um hotel de luxo da cadeia de SANA Hotéis, tendo-se adicionado ao conjunto inicial um edifício da autoria do arquitecto Nuno Leónidas cuja construção se iniciou em Agosto de 2009.
Em 2019, é inaugurado no topo da Torre, o restaurante Fine Dining Fifty Seconds, desenhado pelo arquitecto de Interiores Nuno Rodrigues para o chef basco Martin Berasategui, que conquistou aqui a sua décima segunda Estrela Michelin, com o seu Chef Executivo Filipe Carvalho e o Sommelier Marc Pinto.
Nuno Rodrigues, desenhou mais tarde uma cúpula transparente, que veio fechar o topo do terraço da Torre, para ali funcionar o primeiro Skybar português, sendo o projecto mais alto de Portugal.
No mastro do topo da Torre permanece permanentemente arvorada uma Bandeira de Portugal de grandes dimensões.

## Miradouro da torre
O miradouro da torre era durante a Expo 98 a céu aberto. Esteve muitos anos fechado, reabriu em 2023, fechado com uma cúpula transparente. Com 38 janelas, com um QR code, que permite aceder a todas as informações históricas e geográficas sobre a paisagem. O miradouro tem capacidade para 120 pessoas.

## Galeria

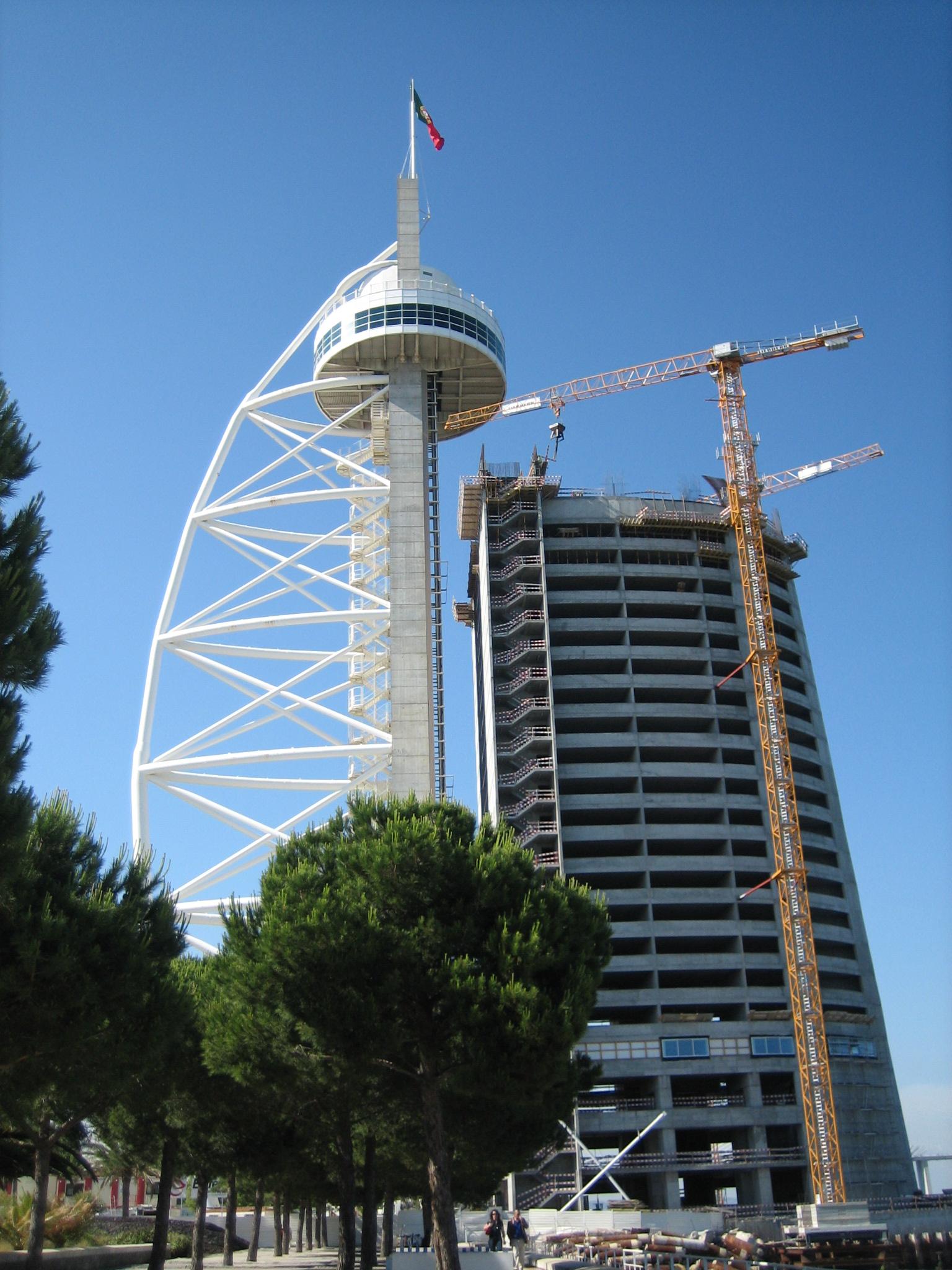
A Torre Vasco da Gama durante a construção do hotel Myriad.
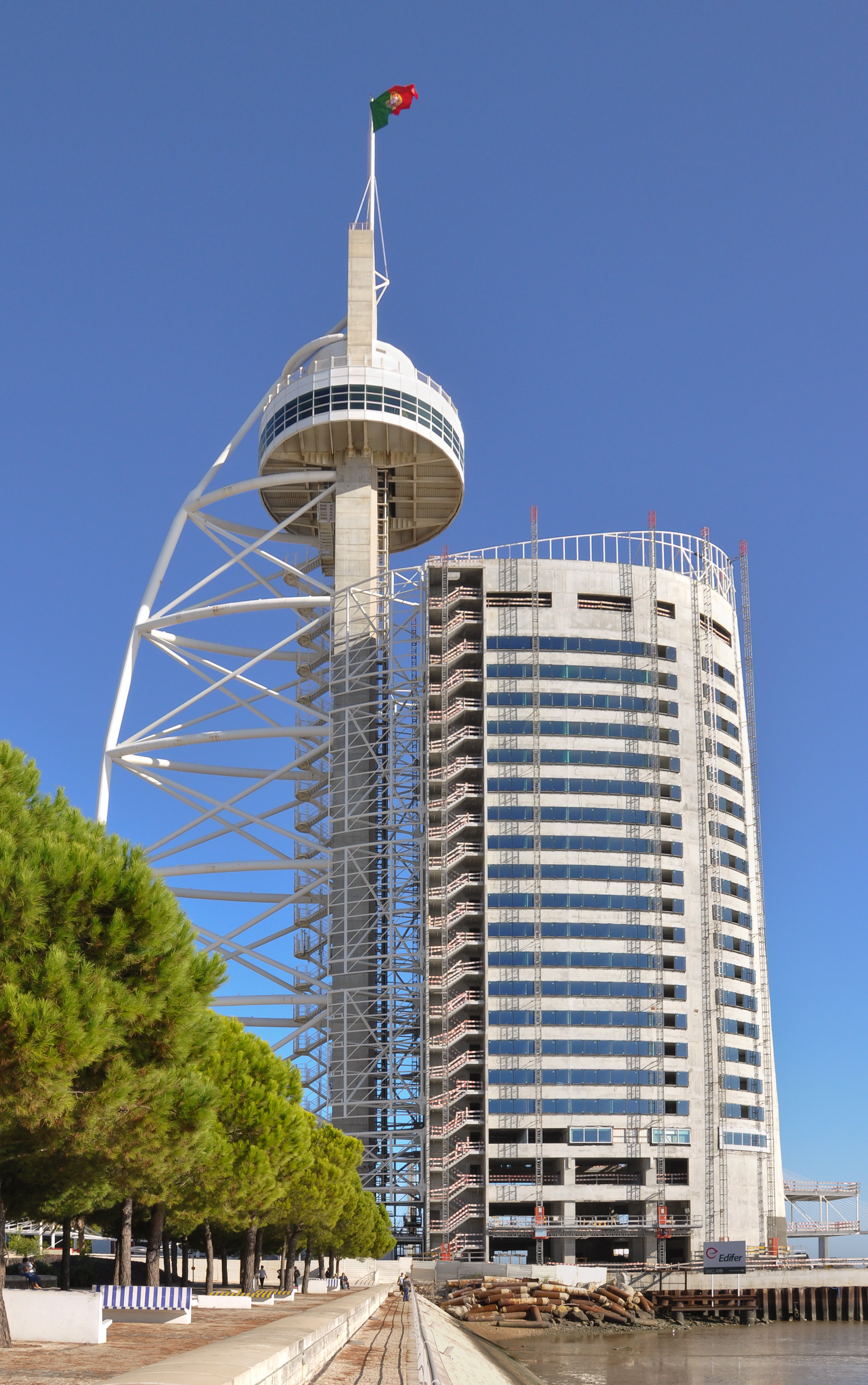
A Torre Vasco da Gama no final da construção.
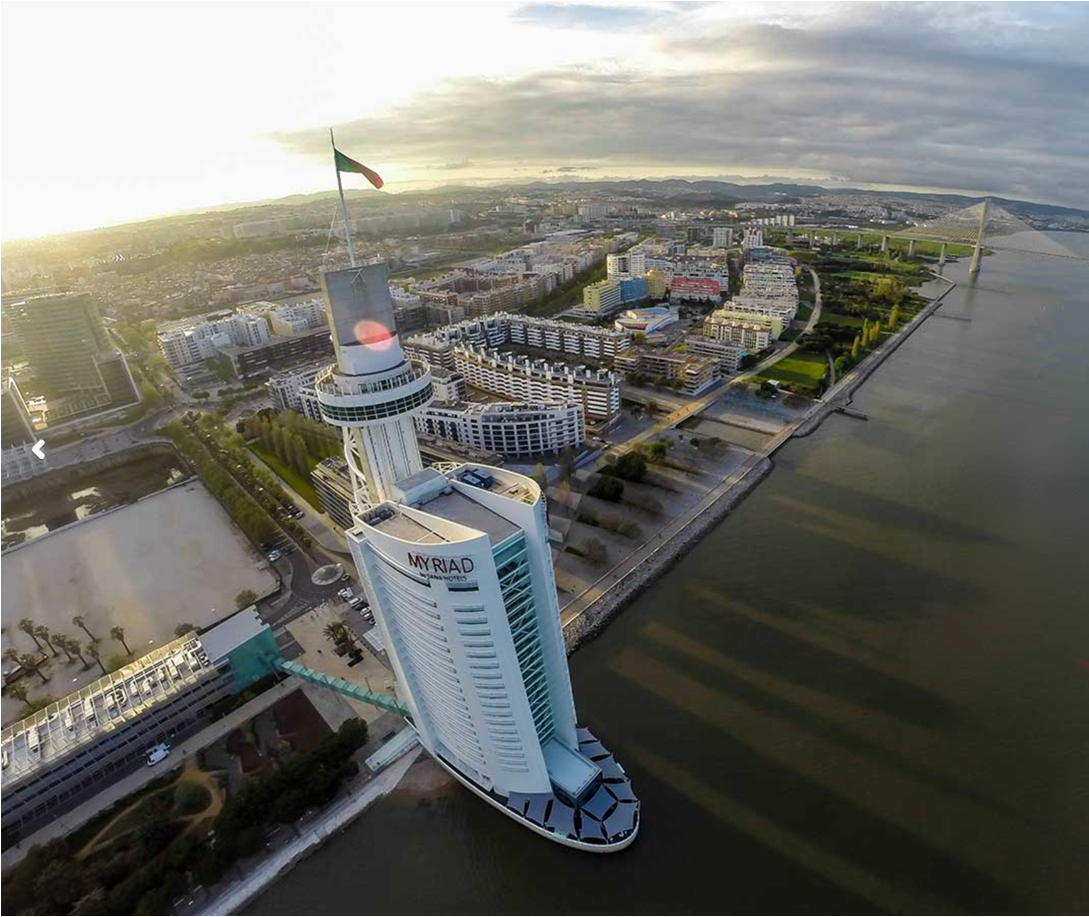
Vista aérea da Torre Vasco da Gama.
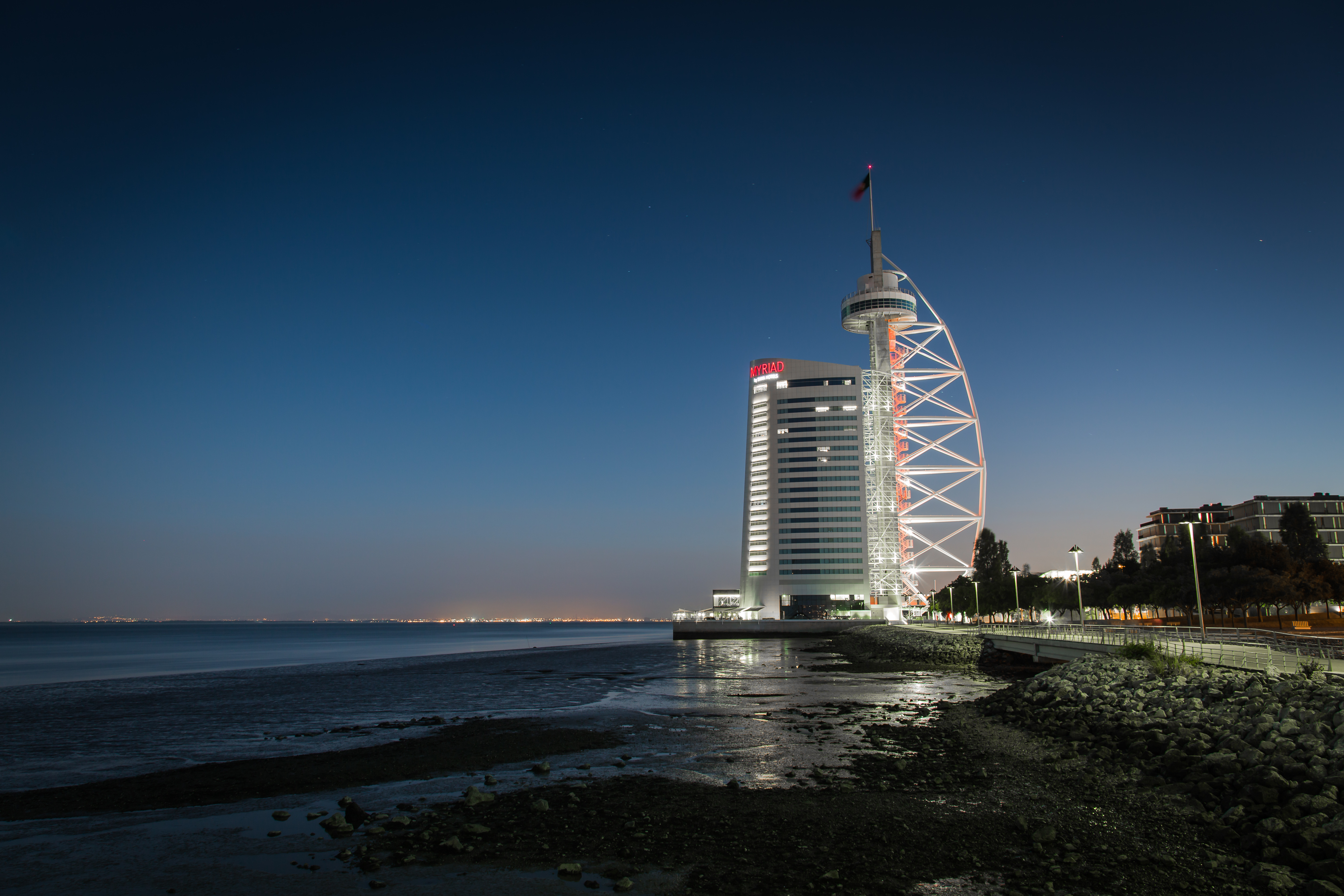
Vista nocturna da Torre Vasco da Gama.